# Bythaelurus alcockii
Espèce
Statut de conservation UICN

 DD  : Données insuffisantes
Bythaelurus alcockii est une espèce de requins.